# Willehad (Schiff)
| Willehad                                                | Willehad                                  | Willehad                                  |
| Schwesterschiff Wittekind als USS Freedom               | Schwesterschiff Wittekind als USS Freedom | Schwesterschiff Wittekind als USS Freedom |
| ------------------------------------------------------- | ----------------------------------------- | ----------------------------------------- |
| Stapellauf:                                             | 21. März 1894                             | 21. März 1894                             |
| Indienststellung:                                       | 11. Mai 1894                              | 11. Mai 1894                              |
| Bauwerft:                                               | Blohm & Voss, Hamburg                     | Blohm & Voss, Hamburg                     |
| Baunummer:                                              | 101                                       | 101                                       |
| Schwesterschiff:                                        | Wittekind (1894)                          | Wittekind (1894)                          |
| Passagiere:                                             | 1196 Zwischendeck                         | 1196 Zwischendeck                         |
| Besatzung:                                              | 65 Mann                                   | 65 Mann                                   |
| Technische Daten                                        |                                           |                                           |
| Vermessung:                                             | 5.003 BRT                                 | 5.003 BRT                                 |
| Tragfähigkeit:                                          | 5.900 tdw                                 | 5.900 tdw                                 |
| Länge über alles:                                       | 122,22 m                                  | 122,22 m                                  |
| Breite:                                                 | 14,03 m                                   | 14,03 m                                   |
| Tiefgang:                                               | 7,52 m                                    | 7,52 m                                    |
| Maschinenanlage:                                        | 2 Dreifach-Expansions-Dampfmaschinen      | 2 Dreifach-Expansions-Dampfmaschinen      |
| Anzahl der Schrauben:                                   | 2                                         | 2                                         |
| Indizierte Leistung:                                    | 2.500 PS (1,8 MW)                         | 2.500 PS (1,8 MW)                         |
| Höchstgeschwindigkeit:                                  | 12 kn                                     | 12 kn                                     |
| Verbleib                                                |                                           |                                           |
| 1917 durch USA in New London beschlagnahmt 1924 Abbruch |                                           |                                           |

Die Willehad (1894) und ihr Schwesterschiff Wittekind wurden von Blohm & Voss für den gemischten Passagier- und Fracht-Dienst des Norddeutschen Lloyd (NDL), Bremen, nach Nord- und Südamerika gebaut. Die beiden Doppelschraubendampfer waren die ersten Neubauten, die der NDL bei der Hamburger Werft bestellten. Sie waren Einschornstein-Schiffe mit zwei Masten.

## Einsatz beim NDL
Die Willehad  lief am 24. Mai 1894 zu ihrer Jungfernfahrt von Bremen nach New York aus. Schon am 10. November 1894 folgte die erste Fahrt von Bremen zum La Plata. Bis 1903 fuhr sie zwölfmal nach Südamerika.
Auf der USA-Reise ab dem 4. Dezember 1896 fuhr die Willehad nach New York auch noch Baltimore an.
Am 18. Juli 1900 wurde die Willehad erstmals auf der Reichspostdampferlinie nach Australien eingesetzt. Zu dieser Zeit verfügte sie über eine auf 1091 Personen verringerte Zwischendeckskapazität, hatte aber dafür 105 Kabinenplätze der II. Klasse. Obwohl grundsätzlich geplant, wurde die Willehad nicht wie das Schwesterschiff Wittekind verlängert.
Ab dem 3. Mai 1904 fuhr sie von Stettin über Helsingborg, Göteborg und Kristiansand nach New York. Auf dieser "Scandia Line" mit monatlichen Abfahrten wurde sie dreimal (Mai, 2. Juli, 27. August) neben der Adria der HAPAG (5568 BRT, 1896, 4 Abfahrten) eingesetzt.
Ab 1904 soll das Schiff zeitweise auf der Austral-Japan-Linie des Reichspostdampferdienstes im Einsatz gewesen sein. 1907 übernahm sie zusätzlich einen Ablösungstransport nach China, brachte eine Ablösung nach Tientsin und nahm von dort Teile der Ostasiatischen Besatzungsbrigade mit nach Hause, die im Juni des Vorjahres stark reduziert worden war, aber erst 1909 aufgelöst wurde.
Am 16. April 1909 begann die erste Reise der Willehad von Hamburg nach Québec und Montreal. Am 4. Januar 1912 wurde sie erstmals auf einer Linie nach Philadelphia eingesetzt, das sie 1903 schon einmal angelaufen hatte. 1913 und 1914 wurde sie nur noch nach Kanada eingesetzt. Am 10. Juli 1914 begann ihre 24. und letzte Reise auf dieser Route.
Wegen der drohenden Kriegsgefahr lief die Willehad mit einer Ladung Weizen und Hafer vorzeitig aus Montreal aus und erreichte am 5. August 1914 das neutrale Boston, wo sie aufgelegt wurde. 1916 wurde sie nach New London verlegt, um der Besatzung des Handels-U-Boots Deutschland als Wohnschiff zu dienen. Bei Kriegseintritt der USA wurde sie beschlagnahmt und in Wyandotte umbenannt. Sie wurde als Wohnschiff für Kriegsgefangene genutzt.
1924 wurde sie in Baltimore abgewrackt.